# Joel Fabiani
Joel Fabiani (Watsonville, 28 september 1936) is een Amerikaans acteur.

## Biografie
Fabiani begon met acteren tijdens zijn studie op een college, nadat hij zijn diploma haalde in Engels verhuisde hij naar San Francisco om het acteren te leren aan de Actors Workshop. Begin jaren zestig verhuisde hij naar New York voor zijn acteercarrière, die hij begon in het theater. Hij maakte in 1964 zijn debuut op Broadway in het toneelstuk Beyond the Fringe '65. Hierna speelde hij nog tweemaal op Broadway, in 1974 in het toneelstuk Love for Love en in hetzelfde jaar in het toneelstuk The Rules of the Game.
Fabiani was van 1960 tot en met 1962 getrouwd met Katharine Ross. Hij woont nu in New York.

## Filmografie

### Films
Uitgezonderd korte films.
- 2015 Take the World - als Apaje
- 1998 Snake Eyes – als Charles Kirkland
- 1990 Tune in Tomorrow... – als Ted Orson
- 1983 Reuben, Reuben – als dr. Haxby
- 1980 King Crab – als Lucian Trumble
- 1980 Attica – als senator Gordon Connors
- 1978 Tom and Joann – als Tom Hammil
- 1978 The President's Mistress – als Jim Gilkrest
- 1977 Looking for Mr. Goodbar – als Barney
- 1977 Dark Echo – als Bill Cross
- 1976 Risko – als Allen Burnett
- 1976 The New Daughters of Joshua Cabe – als Matt Cobley
- 1976 Brenda Starr – als Carlos Vegas
- 1976 One of My Wives Is Missing – als pastoor Kelleher
- 1976 McNaughton’s Daughter – als dr. Anthony Lanza
- 1974 Nicky's World – als mr. Block
- 1973 Beg, Borrow, or Steal – als Kevin Turner
- 1972 The Longest Night – als Barris
- 1967 Ironside – als dr. Schley

### Televisieseries
Uitgezonderd eenmalige gastrollen.
- 1999-2010 All My Children – als Barry Shire – 34 afl.
- 1999-2000 As the World Turns – als mr. Smith – 7 afl.
- 1989 Falcon Crest – als dr. Quentin King – 2 afl.
- 1985-1986 Dynasty – als Koning Galen van Moldavië – 15 afl.
- 1980-1981 Dallas – als Alex Ward – 8 afl.
- 1973-1975 The Wide World of Mystery – als Pete – 3 afl.
- 1969-1970 Department S – als Stewart Sullivan – 28 afl.

- Bibliothèque nationale de France: cb14175950k (data)
- Gemeinsame Normdatei: 137561504
- International Standard Name Identifier: 0000 0003 5979 4813
- Library of Congress Control Number: no00042475
- Virtual International Authority File: 222784540
- WorldCat: E39PBJf8wdVPw3YJY3hHwBYdcP